# Phragmatopoma caudata
Espèce
Phragmatopoma caudata est une espèce de vers marins polychètes, de la famille des Sabellariidae. C'est l'espèce de Sabellariidae la plus abondante sur la côte Est des Amériques ; on la trouve majoritairement le long de cette côte depuis la Floride jusqu’à la côte brésilienne, en passant par les îles des Caraïbes.
Cette espèce vit dans les zones intertidales et subtidales (< 4 m de profondeur) et construit un tube à partir des sédiments environnants. Ce tube lui sert d’abri et le protège. En outre, cette espèce se rassemble en colonies donnant lieu à la formation de récifs. Ces récifs, situés le long des côtes, servent de refuge et de support pour une grande diversité d’espèces marines. De plus, ces vers marins sont considérés comme une des sources d’alimentation principale et de refuge pour les tortues vertes juvéniles (Chelonia mydas) et ont un rôle important dans le réseau trophique marin. Ces récifs abritent plus de 423 espèces d’invertébrés et plus de 200 espèces de poissons. Cette espèce est donc une espèce fondatrice qui accroit la biodiversité locale. Enfin, les récifs ont aussi un rôle dans la préservation des plages et des îles-barrières en retenant les sédiments dans la zone côtière.

## Description
On retrouve aujourd’hui sept espèces différentes au sein du genre Pragmatopoma. Phragmatopoma caudata (Mörch, 1867), P. virgini (Kinberg, 1867), P. californica (Fewkes, 1889) et P. atenuatta (Hartman, 1944) sont les espèces les plus connues. P. balbinae, P. carlosi et P. villalobosi (Chavez-Lopez, 2020) sont des espèces moins connues qui ont été découvertes plus récemment. On remarque que P. digitata, P. peruensis et P. moerchi sont des espèces synonymes à P. virgini (même si des débats portent à ce sujet).
On différencie ces organismes grâce à une série de critères morphologiques. Les vers du genre Phragmatopoma possèdent une couronne operculaire munie de trois rangées de paléa : les paléa externes, les paléa internes et les paléas moyennes. Les paléa peuvent posséder des soies à leur extrémités. Ces paléa (et leurs soies) varient en fonction des espèces et permettent donc de les différencier. Chaque paléa peut être divisé en régions qui permettent de mieux le décrire.
Les paléa extérieures possèdent une « poignée » (handle) et une « lame ». La lame est composée de deux dents latérales et d’une plume. Les dents peuvent être isodontes (quand elles sont de forme similaire) ou hétérodontes (quand elles sont de forme différente). La lame et la plume se situent sur un même plan longitudinal. Cette plume peut avoir différente taille et différente structure.
Les paléa moyennes ressemblent à une tête d’oiseau. Elles sont composées d’une poignée, d’un pic et d’une région postérieur appelée « nape ». La poignée est généralement positionnée avec un angle de 90° par rapport au pic. Ce pic peut être doté d’une thèque transversale ou d’une membrane dorsale alors appelé crête. De même, les petites projections sous le pic sont appelées menton. Ces différentes composantes peuvent varier en fonction de leur taille, structure et caractéristiques.
Enfin les paléa internes possède une structure similaire à celle des paléa moyennes si ce n’est que le pic est composé de deux projections fusionnées entre lesquelles peuvent se trouver des filaments.
Le parapode des annélides polychètes se divise en une rame dorsale, le notopode et une rame ventrale, le neuropode. Ces deux rames sont constituées respectivement de notochaetae et de neurochaetae. Ce sont de petites soies qui peuvent varier dans leur forme, leur taille et leur structure.

### Phragmatopoma caudata(Krøyer in Mörch, 1867)
Cette espèce ressemble fort à l’espèce P. californica en termes de couleur et de morphologie. Une des différences est que le pédoncule caudal est brun foncé à la base. Ces spécimens peuvent faire entre 5 et 19 mm de longueur et posséder une région parathoracique allant de 0,5 à 1,2 mm. Le pédoncule caudal peut faire entre 1 et 4 mm de long. Ces espèces possèdent entre 43 et 65 paléa extérieures et entre 16 et 26 paléa internes. Enfin les segments abdominaux peuvent varier de 23 à 31. On notera que cette espèce est une espèce synonyme de P. lapidosa. P. lapidosa fut d’abord observée dans des régions au Brésil tandis que P. caudata avait été observée dans des îles des Caraïbes et sur la côte sud de la Floride.
Cette espèce se différencie des autres espèces de Phragmatopoma grâce à la longue plume de ses paléa extérieures. Elle possède également sur sa région abdominale un Uncini notopodial à huit dents, ce qui lui est propre.

### Différenciation des autres espèces

#### Phragmatopoma californica(Fewekes 1889)
La  longueur de son corps peut varier de 13 à 33 mm et est généralement jaune pâle. L’épaisseur de la région parathoracique varie de 0,5 à 3 mm. La longueur du pédoncule caudal quant à elle peut faire entre 2 et 7 mm de long. Les segments abdominaux peuvent aller de 15 pour les petits spécimens (13 mm) à 39 pour les plus gros. Enfin on retrouve un nombre de paléa variant de 50 à 76 pour les paléa extérieures et de 25 à 41 pour les paléa moyennes. Les paléas externes possèdent généralement une couleur ambrée foncée avec une plume translucide tandis que les paléas internes ont plutôt une couleur ambrée claire. Les paléa moyennes quant à elles varient du cerise (nape) au jaune (pointe). Le pédoncule caudal est également jaune pâle.
Chez cette espèce, la couronne et la tige operculaire sont complètement fusionnées. La couronne est conique et ovale. On compte trois rangées de paléa même si seulement deux sont visibles.

#### Phragmatopoma digitata(Rioja, 1962)
La description de cette espèce reste encore aujourd’hui extrêmement vague. Les scientifiques ont décrit cette espèce au cours du temps de beaucoup de façons différentes. De plus, en 1994, Kirtley a fusionné plusieurs espèces (P. digitata (La Ventosa, Salina Cruz), P. peruensis (Salaverry, Pérou) et P. moerchi (Honolulu, Hawaï)) sous une seule et même espèce : P. virgini. Ces sous-espèces sont différenciées principalement grâce à la morphologie de leurs paléa extérieures et à leur plume. Les paléa moyennes et internes montrent également des changements permettant de différencier ces sous-espèces.

## Reproduction et cycle de vie

### Cycle de vie
Les vers polychètes possèdent une espérance de vie d’à peu près trois ans. Un an après leur implantation au sein d’une colonie, ils atteignent leur maturité sexuelle. Leur mode de reproduction est sexué et la fertilisation est externe. Au sein d’une même colonie, certains polychètes se reproduisent de manière saisonnière tandis que d’autre peuvent pondre tout au long de l’année. La majorité de la ponte est effectuée au printemps et en été ce qui amène à une incorporation maximale de nouveaux spécimens durant les mois d’automne/hiver accompagnée d’une croissance maximale des récifs (0,5 cm/jour). On obtient donc les plus grosses structures de récifs pendant les mois de printemps/été,.

### Reproduction
Pour se reproduire, les Sabellariidae produisent des larves trochophores. La durée du stade planctonique ainsi que la dispersion des larves dépendent cependant de l’espèce.
Phragmatopoma caudata par exemple est une espèce de vers dioïques qui expulsent leurs gamètes dans la colonne d’eau. On comprend que la fertilisation des gamètes va fortement dépendre de la topographie du milieu et des courants d’eau. Pour favoriser leur fertilisation, ces gamètes possèdent des propriétés physiques qui leur permettent de ne pas trop se disperser pour faciliter leur rencontre. Par exemple, les gamètes femelles de l’espèce P. caudata sont sécrétées en filaments bien agglomérés. L’affinité que ces gamètes femelles possèdent entre-elles leur permet de rester agglomérées et d’avoir un taux de mélange dans la colonne d’eau plus faible. Elles se disperseront donc moins et auront plus de chance de rencontrer des gamètes mâles. De plus, les gamètes mâles et femelles possèdent une flottabilité équivalente ce qui leur donne plus de chance de se rencontrer dans la colonne d’eau.
En plus des particularités physiques des gamètes, l’animal adopte un comportement particulier pour favoriser la fertilisation. L’espèce P. caudata relâche ses gamètes mâles en de nombreux nuages de sperme plutôt que de manière continue. Cela diminue la dispersion des gamètes dans la colonne d’eau et favorise encore la fertilisation. Enfin, notons que l’expulsion des gamètes femelles dans la colonne d’eau est déclenchée par les premiers nuages de spermes des gamètes mâles.

### Développement
Avant de s’implanter, les larves vont se développer et passer à travers une série de stades. Juste après la fertilisation, un trochophore est formé. Ce trochophore possède de fins cils apicales.
Au bout de 17 h, un cil postérieur apparait. Une paire de soies va également se développer de chaque côté de la larve et une bouche va apparaitre. À ce stade, la larve est opaque et granuleuse.
Peu après, une nouvelle paire de soies apparait. La larve possède maintenant un système digestif complet et peut se nourrir activement.
Après 40 h la larve est plus allongée et une segmentation apparait accompagnée de toujours plus de soies.
À 6 jours, la larve s’est encore allongée. Elle possède quatre yeux et une vingtaine de paires de soies.
Entre 7 et 10 jours, la larve développe une paire de bourgeons de tentacules. Elle possède trois segments parathoraciques bien définis et trois segments abdominaux moins bien définis munis d’uncini. Deux segments thoraciques sont également en développement bien qu’ils ne soient pas encore différenciés.
Après 12 jours, les tentacules se sont allongées et les segments abdominaux sont maintenant bien distincts. Les segments 1, 2 et 3 possèdent respectivement 8,5 et 3 uncini (ce nombre varie fortement en fonction des espèces).
A 19 jours, les tentacules font la moitié de la taille du corps de la larve. Des neuropodia se développent sur la région parathoracique et sur le segment abdominal. Chaque neuropodia est muni de deux soies capillaires. À ce stade, la larve peut ramper sur la surface d’un substrat et nager.

### Implantation
Les vers marins constructeurs de récifs nécessitent un substrat solide pour s’implanter et ont une préférence pour les zones de courant modéré. P. caudata est une espèce qui aime s’implanter et métamorphoser sur des tubes de vers adultes déjà formés. Ces tubes peuvent être occupés par des vers vivants où peuvent être vides.

### Métamorphose
La métamorphose a lieu une fois la larve implantée. Elle implique une élongation du corps ainsi que de grands changements au niveau de la tête.
Dans un premier temps, les soies sont éliminées puis remplacées par six à dix paires de paléa primaires. La tête entière rétrécit. Juste en dessous de la bouche, sur la face ventrale, l’organe constructeur se développe.
Après la construction d’un tube fragile, le développement se fait de manière rapide. En deux jours, les pédoncules operculaires fusionnent pour donner un operculum. La première paire de tentacules d’alimentation se développe sur les côtés latéraux de la bouche.
Par la suite, le corps du spécimen continu de s’allonger et d’autres tentacules d’alimentation continuent d’apparaitre.

## Répartition écologique et milieu de vie

### Phragmatopoma caudata(Krøyer in Mörch, 1867)
Cette espèce se retrouve majoritairement dans l’Ouest de l’océan Atlantique, dans le Golfe du Mexique. Elle s’étend de la côte sud de la Floride jusqu’à la côte du Brésil, en passant par les îles des Caraïbes. Les spécimens découverts au Brésil ont dans un premier temps été classés sous le taxon P. lapidosa. Par la suite on a découvert qu’il s’agissait en réalité de la même espèce que ceux observés en Floride (P. caudata). L’espèce P. caudata est l’espèce de Sabellariidae la plus abondante de l’océan Atlantique. Cette espèce est également une espèce constructrice de récifs et se retrouve dans les zones intertidales et subtidales de profondeur inférieure à 10 m.

### Autres espèces

#### Phragmatopoma californica(Fewekes 1889)
Cette espèce a été décrite pour la première fois par Hartman en 1944 en Californie et à Ensenada (Baja California). Grâce à sa formation en agrégats sur les rochers, cette espèce est capable de former de gros récifs dans les zones intertidales et subtidales (majoritairement entre 0 et 4 m de profondeur). On aurait observé cette espèce jusque 230 m de profondeur. Aujourd’hui on sait qu’elle s’étend de Californie jusqu’au Mexique.

#### Phragmatopoma digitata(Rioja, 1962)
Cette espèce a été répertoriée uniquement dans certaines régions : Jalisco, Guerrero et Oaxaca au Mexique. C’est une espèce qui forme des récifs et que l’on retrouve dans les zones intertidales et jusqu’à une profondeur de 5 m.

## Formation des tubes et système adhésif
Les vers marins Phragmatopoma vivent dans des tubes qu’ils construisent à partir de sédiments environnants. Ils possèdent des tentacules autour de leur bouche qui leur permettent d’attraper les sédiments. Ces sédiments sont attentivement inspectés et sélectionnés par l’organe constructeur, situé juste en dessous de la bouche. Les vers les plus jeunes ont tendance à utiliser des grains plus denses et foncés tandis que les vers adultes préfèrent les grains de sable et les fragments de coquille calcaire plus claire. Cela rend l’identification des jeunes au sein d’une colonie beaucoup plus facile.
Une fois les sédiments sélectionnés, ces derniers sont agglomérés entre eux grâce à des pointes de colle sécrétée par l’organe constructeur.

### Composition de la colle et mécanismes
Le principe d’adhésion de cette colle repose sur des interactions entre polyélectrolytes de charges opposées.

#### Protéines d’intérêts
Pc1 et Pc2 sont des protéines précurseures de cet adhésif. Ce sont des protéines positivement chargées car elles contiennent une grande proportion de résidus basiques. Elles contiennent également 10% de résidus DOPA. Les résidus DOPA proviennent des résidus tyrosine des protéines qui sont hydroxylés de manière post-traductionnelle et qui forment du 3,4-dihydroxyphenylalanine. Pc2 est également riche en histidine. Pc4 et Pc5 sont également des protéines polybasiques qui se retrouvent dans les granules homogènes mais aussi dans la colle sécrétée finale.
Les protéines complémentaires, chargées négativement sont appelées Pc3. Ces protéines possèdent beaucoup de résidus sérine ponctués de résidus tyrosines. Plus de 90% des résidus sérine sont sous forme phosphorylée ce qui explique le caractère polyacide de la protéine.

#### Ions et autres composés
On retrouve également dans cette colle des ions Magnésium (Mg2+) et Calcium (Ca2+) ainsi que certains métaux tel que le Cuivre, le Fer, le Manganèse et le Zinc.

#### Mécanismes: pré-sécrétion
Grâce à un pH physiologique faible et une neutralisation des charges polyélectriques, les protéines se condensent en de denses granules. On retrouve deux types de granules : les granules homogènes (qui contiennent majoritairement les protéines polyamines Pc1 et Pc2) et les granules hétérogènes (qui contiennent les protéines polyphosphates Pc3 A et B),.
Le mécanisme de condensation des protéines en granules hétérogènes reste aujourd’hui encore vague mais il existe plusieurs hypothèses, toutes sont basées sur des interactions électrostatiques.
1. Pc1 et Pc4 font partie d’une matrice qui va neutraliser et condenser les polyphosphates (c'est-à-dire Pc3).
2. Les protéines Pc3 polyphosphorylées sont neutralisées et condensées par l’ion divalent Mg2+
3. Le caractère polyampholyte de la protéine Pc3A lui permet de s’auto-condenser en granules.

Il en est de même pour le processus de condensation des protéines Pc2 et Pc5 en granules homogènes. Une possibilité envisagée par les scientifiques est liée à la teneur non-négligeable en soufre retrouvée dans la colle. Ce souffre serait à l’origine de protéoglycanes sulfatés qui condenseraient les protéines polybasiques.
Une fois ces granules formés, elles vont pouvoir être transportées séparément dans des canaux avant d’être excrétées par des pores. On retrouve de nombreux pores sur l’entièreté de l’organe constructeur. Les modes de transports des granules dans les canaux et les moyens de sécrétions restent à ce jour encore inconnu. On sait cependant que les granules ne sont pas mélangés avant d’être excrétées de l’organe de construction.

#### Mécanismes: post-sécrétion
Au moment de sa sécrétion, la colle est fluide mais très rapidement (30 s) elle va se solidifier en formant une mousse solide. Cette mousse solide offre de nombreux bénéfices dans son rôle d'adhésif pour le ver marin. Par exemple, cette structure augmente la solidité et l'élasticité de la colle. Cet avantage de solidité est crucial pour le ver car il est soumis au courant marin violent qui peut se retrouver dans les zones intertidales. Mais quels sont les mécanismes responsables de la formation cette mousse solide ?
Changement de pH
Lorsque la colle est sécrétée en dehors de l’organe constructeur dans l’eau de mer, un saut de pH important est effectué. On passe d’un pH physiologique faible d’à peu près 5 (à l’intérieur du ver) à celui de l'eau de mer aux alentours de 8.2. Cela va entraîner la coacervation complexe de deux façons différentes.
Tout d’abord, à ce pH alcalin (8,2) les résidus histidines (pKa 6.5) se retrouvent sous forme déprotonée. La perte de leur charge positive libère les groupements phosphates auxquels ils étaient liés. Ces groupements phosphates vont aller interagir avec les cations Ca2+ et Mg2+.
Une autre hypothèse serait que les résidus histidine interagissent avec les métaux contenus dans la colle pour former des complexes de coordination.
De plus, à ce pH, la nature des interactions entre les cations Ca2+/Mg2+ et les groupements phosphates changent. On passe d’une interaction coulombienne entre des ions solvatés à une liaison ionique dans un sel insoluble. Ce changement a pour effet de solidifier la colle.
Changement osmotique
En plus du saut de pH, la colle se retrouve maintenant dans un environnement avec une concentration en ions Sodium (Na+) très élevée (>0,5 mol.L-1). Les ions Na+ (monovalent) en excès vont prendre la place d’ions des cations (multivalents : Mg2+/Ca2+) qui réticulaient la matrice polyphosphosérine. Cela va entraîner un changement osmotique et un appel d’eau. Cela peut avoir son intérêt et permettre d’évacuer l’eau située à l’interface entre le substrat et la colle ce qui faciliterait l’adhésion sous l’eau. L’appel d’eau dans la colle entraîne une augmentation du volume qui serait également bénéfique car elle augmenterait l’aire d’adhésion.
Résidus DOPA
Enfin, les résidus DOPA ont également leur importance dans la solidification de la colle. Au pH de l’eau de mer, les résidus DOPA contenus dans les protéines Pc1 et Pc2 se retrouvent sous leur forme phénolée. Cette forme est plus réactive dans une réaction rédox que leur forme protonée. La réticulation des résidus DOPA est donc accélérée par ce changement de pH.
Cette technique d’adhésion cache encore beaucoup de mystères et les mécanismes restent encore vagues mais ce ver suscite beaucoup d’intérêts chez les scientifiques. En effet, ce bio-adhésif à tout son intérêt et pourrait être utilisé dans le domaine biomédical et dans le cadre de la chirurgie .

## Systématique
Le nom valide complet (avec auteur) de ce taxon est Phragmatopoma caudata Krøyer in Mørch, 1863.
Phragmatopoma caudata a pour synonymes :
- Centrocorone spinifera Treadwell, 1939
- Hermella caudata (Mörch, 1863)
- Phragmatopoma lapidosa Kinberg, 1866